# 君のためにバラードを
「君のためにバラードを」（きみのためにバラードを）」は、1987年10月5日リリース、稲垣潤一12枚目のシングル。

## 解説
8枚目のオリジナル・アルバム『EDGE OF TIME』収録シングル。
「君のためにバラードを」…東映系映画『愛はクロスオーバー』主題歌

## 収録曲
- SIDE A

1. 君のためにバラードを
  - 作詞：秋元康、作曲：筒美京平、編曲：志熊研三

- SIDE B

1. MOONLIGHT MERMAID
  - 作詞：秋元康、作曲：筒美京平、編曲：志熊研三